# Ик (приток Яйвы)
Ик — река в России, протекает в Александровском районе Пермского края (исток и первые километры течения в Соликамском районе). Устье реки находится в 166 км по правому берегу реки Яйва. Длина реки составляет 40 км. В 8,7 км от устья принимает слева реку Солоная.
Исток реки в Соликамским районе в 30 км к востоку от села Половодово. Исток лежит на водоразделе Вишеры и Яйвы, рядом с истоком Ика берёт начало река Большой Кырог. Вскоре после истока река перетекает в Александровский район. Генеральное направление течения — юго-запад. Река течёт по ненаселённой местности среди холмов предгорий Северного Урала, покрытых тайгой. Притоки — Талка, Солоная (левые); Шумиха, Чёрная, Мельничная (правые). Впадает в Яйву ниже посёлка Камень. Ширина реки у устья около 10 метров.

## Данные водного реестра
По данным государственного водного реестра России относится к Камскому бассейновому округу, водохозяйственный участок реки — Кама от города Березники до Камского гидроузла, без реки Косьва (от истока до Широковского гидроузла), Чусовая и Сылва, речной подбассейн реки — бассейны притоков Камы до впадения Белой. Речной бассейн реки — Кама.
Код объекта в государственном водном реестре — 10010100912111100007260.